# Sourbrodt
Sourbrodt (Duits: Surbrot) is een woonkern in deelgemeente Robertville van de gemeente Weismes in de Belgische provincie Luik.
Sourbrodt heeft een voormalig station aan de Vennbahn. De bevolking van Sourbrodt is overwegend Franstalig. Nabij Sourbrodt ontspringt de rivier de Roer.

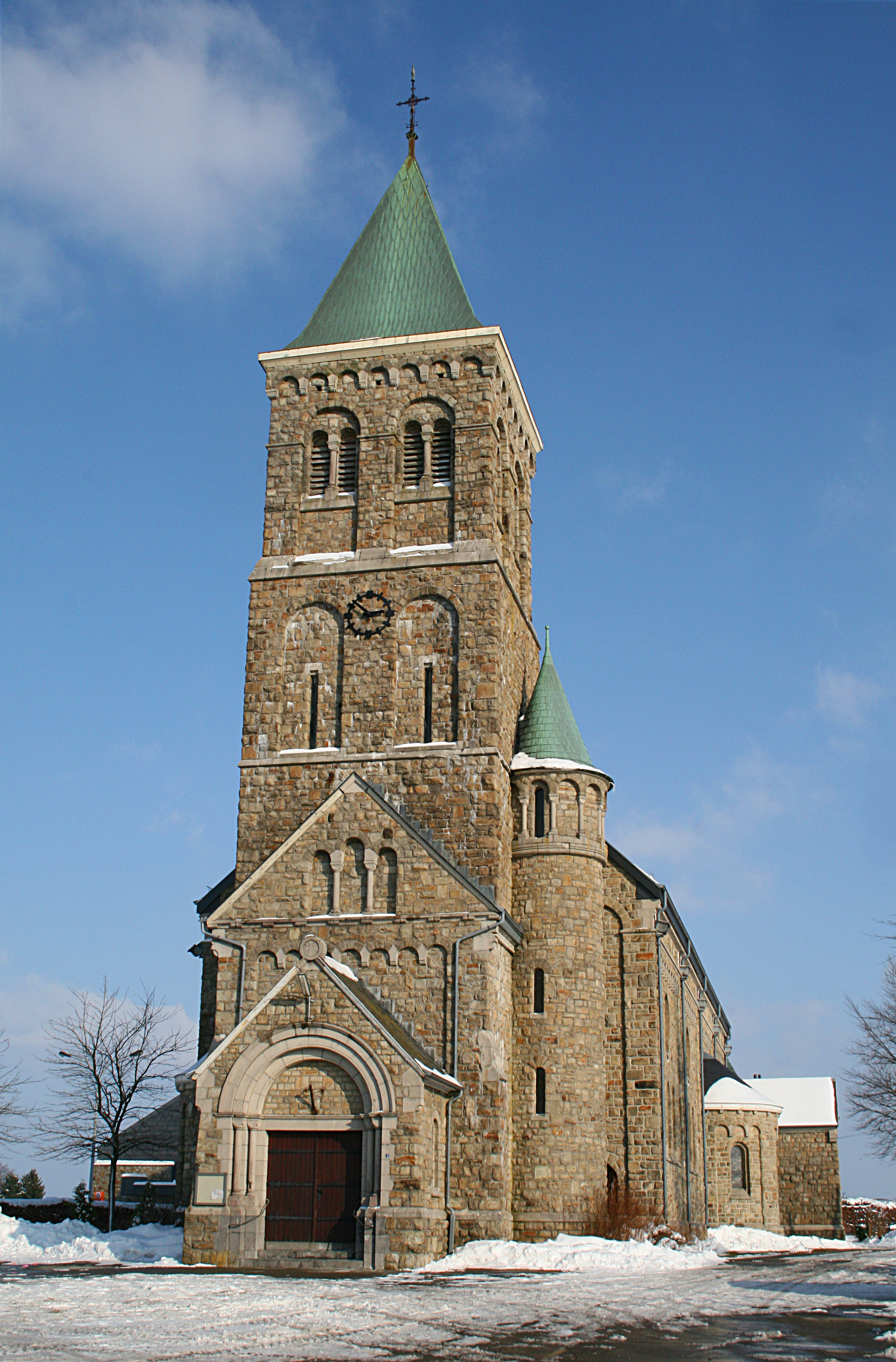
De Sint-Wandelinuskerk

Deelgemeenten: Faymonville · Robertville · Weismes

Overige kernen: Bruyères · Champagne · Gueuzaine · Libomont · Ondenval · Outrewarche  · Ovifat · Remonval · Sourbrodt · Steinbach · Thirimont · Walk

Belgische gemeenten · arrondissement Verviers · provincie Luik · Wallonië